# Londoni kenotáfium
A londoni kenotáfium (The Cenotaph) egy emlékmű a brit fővárosban, amely a Nemzetközösség első világháborús hősi halottjai előtt tiszteleg. Az üres kőkoporsó az Egyesült Királyság fő nemzeti háborús emlékhelye.

## Története
A brit kormány 1919. július 18-án, a versailles-i békeszerződés aláírásának évfordulóján rendezte meg az első világháborús győzelmi ünnepét. A franciák július 14-én tartották sajátjukat, amelynek egyik eleme volt az ókorból eredő szokás, az üres koporsó felállítása, amelynek az elvonuló katonák tiszteleghettek, megemlékezve így elesett bajtársaikról.
David Lloyd George miniszterelnöknek megtetszett az ötlet, ezért megrendelte a brit változatot. Sir Alfred Mond, a munkaügy kormányzati vezetője – még a francia felvonulás előtt – felkérte Edwin Lutyenst, a kor talán leghíresebb brit építészét, hogy tervezzen ő is egy kenotáfiumot. Az építész fennmaradt jegyzeteiből úgy tűnik, hogy már korábban foglalkoztatta egy hasonló terv, ugyanis már június 4-én papírra vetette az üres koporsó vázlatát. Július 7-ére készen volt a terv, amelyet bemutatott a kormányfőnek, majd 11 nap alatt elkészült a fából, vitorlavászonból és gipszből épített emlékmű.
A magas talapzaton álló emlékmű mély hatást gyakorolt a britekre, néhány nap alatt több millióan keresték fel, sok koszorút és virágot hagyva az üres koporsó alatt. A látogatók többsége gyászolt valakit, aki a nyugati fronton esett el, így szimbolikusan az ő sírját koszorúzhatta meg. A katonai parádé után két nappal így írt a The Timesː A kenotáfium csak egy ideiglenes építmény, amely kőnek tűnik, de Sir Edwin Lutyens elgondolása oly komoly, kimért és gyönyörű, hogy sokan kívánják, bár lenne valóban kőből és állna örökké. Az ideiglenes emlékművet 1920 januárjában bontották el.
Habár felmerült az az elképzelés, hogy a leendő kőkenotáfium a lovas őrség laktanyájának közelében álljon, a kormány 1919. július 30-án a whitehalli eredeti helyszín mellett döntött. Az emlékművet portlandi kőből készítette el a Holland, Hannen & Cubuitt cég, majd V. György brit király leplezte le 1920. november 11-én, a fegyvernyugvás második évfordulóján. Ugyanennek az ünnepségnek a keretében helyezték el az ismeretlen brit katona maradványait a Westminsteri apátságban. Egy hét alatt több mint 1,25 millió ember kereste fel a kenotáfiumot. Az általuk otthagyott virághalom elérte a három métert.
A londoni kenotáfium hatására Nagy-Britannia minden pontján háborús emlékművek építésébe fogtak. Az első nagyvárosi kenotáfiumok közé tartozik a southamptoni, amelyet szintén Lutyens tervezett; 1920. november 6-án adták át. Az ő munkája a hongkongi kenotáfium is. A londonihoz hasonló emlékművet építtetett Manchester, Rochdale és a Midland Railway vasúttársaság is. A londoni kenotáfium 1920 óta hagyományos helyszíne a fegyvernyugvásra emlékező központi megemlékezéseknek.